# Lucas Rotich

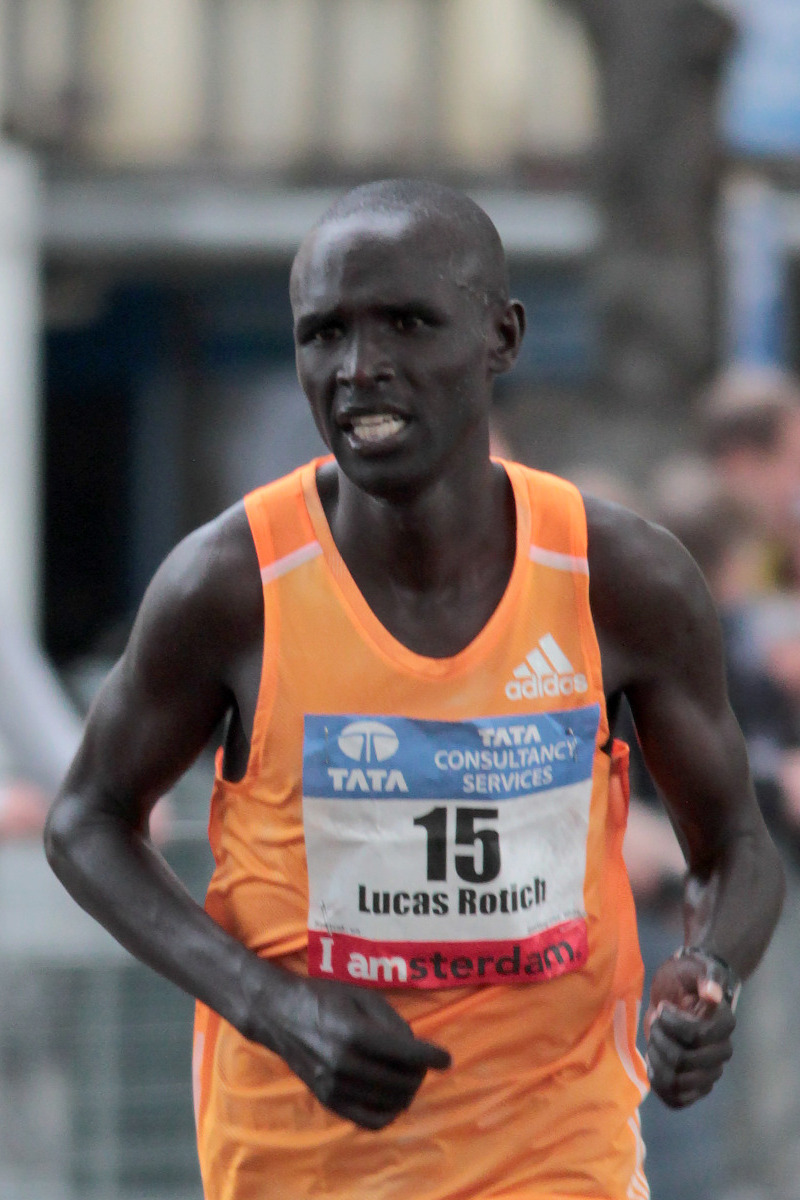
Lucas Rotich en el Mundial de cross de 2008.

Lucas Kimeli Rotich, nacido el 16 de abril de 1990, es un atleta keniata, especializado en pruebas de campo a través (cross).

## Trayectoria profesional
En 2007 consiguió la medalla de plata en los mundiales júnior de atletismo, celebrados en Ostrava, en la prueba de los 3.000 metros lisos. Al año siguiente, obtuvo la medalla de bronce en el Mundial de Cross de 2008 en categoría júnior, celebrados en Edimburgo (Escocia). Además, consiguió el oro por equipos en esa prueba.